# Jay Harbaugh
Jay Patrick Harbaugh (San Diego, 14 giugno 1989) è un allenatore di football americano statunitense che svolge il ruolo di coordinatore degli special team dei Seattle Seahawks della National Football League (NFL). È il figlio dell’allenatore dei Los Angeles Chargers Jim Harbaugh e nipote dell’allenatore dei Baltimore Ravens John Harbaugh

## Carriera

### Oregon State
Harbaugh trascorse quattro stagioni come assistente allenatore a Oregon State sotto la direzione del capo allenatore Mike Riley. Riley era stato il capo allenatore dei San Diego Chargers nel 1999 e 2000 quando il padre vi giocava come quarterback.

### Baltimore Ravens
Harbaugh in seguito trascorse tre stagioni ai Baltimore Ravens allenati dallo zio John. Nel 2014 il suo lavoro si focalizzò sull’analisi statistica, sull’osservazione dei giocatori e sull’analisi delle difese avversarie Fece parte dello staff dei Ravens che batterono i San Francisco 49ers allenati dal padre nel Super Bowl XLVII.

### Michigan

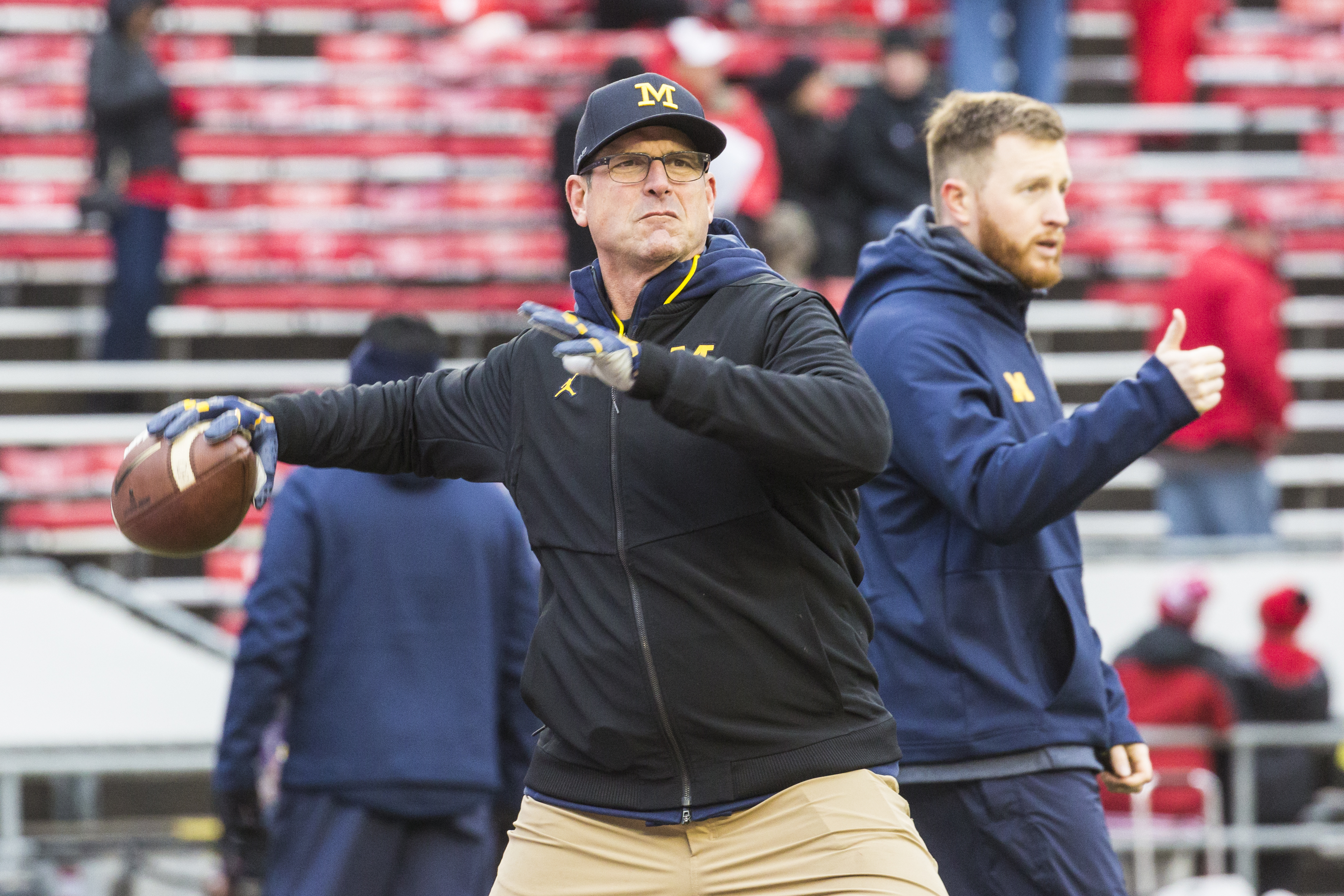
Harbaugh (sullo sfondo) accanto al padre Jim a Michigan nel 2017

Il 20 gennaio 2015 Harbaugh entrò a far parte dello staff dei Michigan Wolverines allenati dal padre come allenatore dei tight end e assistente degli special team. Nel 2017 fu nominato allenatore dei running back e coordinatore degli special team. Tornò ad allenare i tight end e gli special team nel 2021. Prima della stagione 2022, Michigan annunciò che Harbaugh avrebbe allenato le safety e coordinato gli special team.
Dopo la stagione 2021, Harbaugh fu nominato da FootballScoop.com miglior coordinatore degli special team dell’anno.
Dopo la sospensione del padre per tre partite all’inizio del 2023, fu annunciato che Harbaugh sarebbe stato il capo-allenatore ad interim per il primo tempo della gara del secondo turno contro UNLV. Il 9 settembre 2023 Harbaugh guidò i Wolverines alla vittoria per 35–7 sui Rebels. A fine stagione Michigan vinse il titolo nazionale.

### Seattle Seahawks
Il 13 febbraio 2024 Harbaugh fu assunto come coordinatore degli special team dei Seattle Seahawks 